# Cercopithecus doggetti
El mono de plata o mono azul de Doggett (Cercopithecus doggetti) es una especie de primate catarrino (monos del Viejo Mundo) que se encuentran principalmente en África Oriental. Se distribuye por Burundi, Tanzania, Ruanda, Uganda y la República Democrática del Congo. Previamente el mono de plata se consideraba una subespecie del mono azul ( Cercopithecus mitis ).